# サム・ホワイトロック
サム・ホワイトロック（Samuel Lawrence Whitelock 1988年10月12日 - ）は、ニュージーランド出身のラグビー選手。ポジションはロック。

## 人物
1988年10月12日、ニュージーランド、パーマストンノースで生まれる。

身長203cm、体重120kg。

父親は元ジュニア・オールブラックスのブリーデン・ホワイトロック(Braeden Whitelock)、長男ジョージ（George Whitelock)、二男アダム(Adam Whitelock)、四男ルーク(Luke Whitelock)の四兄弟ともラグビープレイヤー。

## キャリア
フィールディングハイスクール卒業、リンカーン大学に進学。2008年、20歳以下ニュージーランド代表に選出、ラグビージュニア世界選手権(2008 IRB Junior World Championship)で5ゲームに出場、アルゼンチン戦でトライを決めるなど優勝に貢献する。
同年、ニュージーランド州代表選手権エアニュージーランドカップ(現ITM CUP)カンタベリー州代表に選ばれ、ウェリントン戦でデビュー。
2010年、スーパー14(現スーパーラグビー)のクルセイダーズに入る。同年、オールブラックスサマーシリーズ（欧州遠征）とトライネイションズに選出、初出場は6月12日、アイルランド戦で後半から途中交代、2トライを決める。
2019年、トップリーグパナソニック ワイルドナイツに加入。
2020年1月12日にジャパンラグビートップリーグ第1節クボタスピアーズ戦に先発出場で日本での公式戦初出場を果たす。同年、パナソニック ワイルドナイツを退団した。同年12月、クルセイダーズに復帰。

## 受賞歴
- ワールドラグビー男子15人制ドリームチーム:2022年[5]